# Молодёжная организация Туркменистана имени Махтумкули
Молодёжная организация Туркменистана имени Махтумкули (туркм. Türkmenistanyň Magtymguly adyndaky Ýaşlar guramasy) — официально зарегистрированная общественно-политическая организация в Туркменистане, представленная в Меджлисе Туркменистана шестого созыва (2013—2018).
Организация носит имя известного туркменского поэта и философа — Махтумкули. Организация была основана в ноябре 1991 года. Организация проводит различные культурно-массовые мероприятия, научно-практические конференции, а также тематические встречи, семинары среди студенческой молодежи, сельской молодежи, в том числе с участием лиц с инвалидностью.
По итогам парламентских выборов 2013 года, организация впервые, как и остальные партии и организации (не считая Демократическую партию Туркменистана, которая доминирует в стране с 1991 года) вошла в Меджлис Туркменистана.